# Franz Abromeit

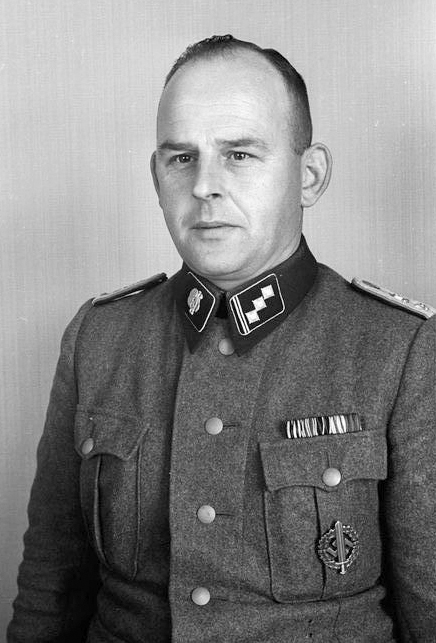
Franz Abromeit

Franz Abromeit (* 8. August 1907 in Tilsit; † Todeserklärung 30. Juni 1964) war ein deutscher SS-Führer und Judenreferent im Eichmannreferat des Reichssicherheitshauptamts (RSHA).

## Biografie
Abromeit arbeitete nach dem Schulbesuch als Kaufmann. Er trat zum 1. Oktober 1930 in die NSDAP (Mitgliedsnummer 329.305) und zum 1. Januar 1932 in die SS (SS-Nummer 272.353) ein. Ab 1937 gehörte er der Abteilung II/112 im SD-Hauptamt unter Herbert Hagen an, die die Verfolgung der Juden in Deutschland vorantrieb. Dort stieg Abromeit 1937 zum SS-Untersturmführer, 1938 zum SS-Obersturmführer und 1940 schließlich bis zum SS-Hauptsturmführer auf. Nach dem Überfall auf Polen war er als stellvertretender Leiter des SD-Kommandos 16 unter Rudolf Oebsger-Röder für Hinrichtungen in Bromberg verantwortlich, ehe er bis November 1939 selbst die Führung des EK übernahm. Anschließend war er bis 1941 als Leiter des SD-Sonderreferats für die Evakuierung von Polen und Juden in Danzig eingesetzt. In dieser Position war er für die Vertreibung der jüdischen und polnischen Bewohner aus Danzig und Westpreußen verantwortlich, ebenso für die Ansiedlung von Deutsch-Balten und Wolhyniendeutschen in diesem Gebiet. Danach wurde Abromeit im von Adolf Eichmann geleiteten Referat IVB4 im neugeschaffenen Reichssicherheitshauptamt tätig. 
Ab 1942 wurde er Judenberater für Kroatien (NDH) – „Eichmanns Henker in Kroatien“. 5.500 Juden wurden deportiert und zumeist ermordet. 1944 war er mit Eichmann, Wisliceny, Dannecker, Krumey, Theodor Bethcke, Seidl, Schmidtsiefen und Novak im ca. 150–200 Männer umfassenden Eichmann-Kommando für Ungarn eingesetzt, um die Deportation der Juden in das Vernichtungs- und Konzentrationslager Auschwitz zu betreiben. Es wurden über 430.000 Juden aus Ungarn deportiert, von denen etwa 200.000 ermordet wurden. Abromeit gehörte zu den engsten Vertrauensleuten und Mitarbeitern Eichmanns.
Er tauchte 1945 unter. Auf einer Pressekonferenz vermutete Simon Wiesenthal 1967, dass ihm die Flucht nach Ägypten gelungen sei. Jedoch hatte das Kreisgericht Finsterwalde Abromeit bereits 1964 auf Bitten seiner Ehefrau für tot erklären lassen, da er seit Kriegsende unauffindbar blieb.